# كتانية بسيطة
الكتانية البسيطة (باللاتينية: Linaria simplex) نوع نباتي يتبع جنس الكتانية من الفصيلة الحملية من رتبة الشفويات.

## الموئل والانتشار
تنتشر في بلاد الشام وسيناء والمغرب العربي وحوض البحر الأبيض المتوسط.

## مرادفات للاسم العلمي
- (باللاتينية: Antirrhinum simplex Willd.)
- (باللاتينية: Linaria parviflora (Jacq.) Halácsy)
- (باللاتينية: Linaria arvensis subsp. simplex (Willd.) Lange)